# August Wilhelm Döbner
August Wilhelm Döbner (* 8. April 1805 in Meiningen; † 20. Dezember 1871 in Meiningen) war ein deutscher Architekt des Historismus.
Nach seinem Studium in Göttingen und München war er ab 1830 Baubeamter des Herzogtums Sachsen-Meiningen (unter Herzog Bernhard II.). In der Umgebung von Meiningen und Hildburghausen baute er zahlreiche neogotische Dorfkirchen. Als erstes großes Projekt übernahm er die Bauleitung beim Bau des ersten Meininger Hoftheaters. Sein größtes Bauwerk war aber das Schloss Landsberg in Meiningen.
Döbner war auch als Kunstschriftsteller tätig. So beschrieb er beispielsweise 1840 die ehernen Denkmale hennebergischer Grafen von Peter Vischer in der Stiftskirche vom Römhild. Von 1864 bis 1871 war er Sekretär und Konservator beim Hennebergischen Altertumsforschenden Verein (HAV).
Einer von Döbners Söhnen, Erwin Theodor Döbner, wirkte ebenfalls als Architekt, ein anderer, Oskar Doebner, wurde Chemie-Professor in Halle. Döbners Bruder Hermann Friedrich war Badearzt in Bad Liebenstein.

## Werk
In Meiningen
- 1835–1839: Herzogliche Gruftkapelle im Englischen Garten
- 1836–1840: Schloss Landsberg (gemeinsam mit Carl Alexander Heideloff)
- 1839: Neugotischer Eingangsbau des Parkfriedhofs
- 1843–1845: Fronveste (Stadtgefängnis)
- 1854–1858: Marstall (gemeinsam mit Friedrich August Stüler)
- 1863: Gemeindekirche im Ortsteil Dreißigacker

In der Umgebung von Meiningen
- 1837: Dorfkirche von Haina bei Hildburghausen
- 1839–1841: Dorfkirche von Bauerbach bei Meiningen
- 1841–1843: Dorfkirche von Gleicherwiesen bei Hildburghausen
- 1842: Dorfkirche von Urspringen (Rhön) (Ortsteil von Ostheim vor der Rhön)
- 1844: Dorfkirche von St. Bernhard bei Hildburghausen (1844)
- 1847–1859: Dorfkirche St. Urban von Mendhausen bei Hildburghausen
- 1855: Kaltwasserheilanstalt in Bad Liebenstein[3]
- 1866: Feodorenhospital in Bad Liebenstein[4]
- 1867: Renovierung der Stadtkirche von Römhild
- 1871: Dorfkirche von Wachenbrunn (Ortsteil von Themar)